# Collegio di Harwich and North Essex
Harwich and North Essex è un collegio elettorale situato nell'Essex, nell'Est dell'Inghilterra, e rappresentato alla Camera dei comuni del Parlamento del Regno Unito. Elegge un membro del parlamento con il sistema first-past-the-post, ossia maggioritario a turno unico; l'attuale parlamentare è Bernard Jenkin del Partito Conservatore, che rappresenta il collegio dal 2010.

## Estensione

Harwich and North Essex dal 2010 al 2024

Il collegio dal 2010 al 2024 ha compreso i ward del distretto di Tendring di Alresford, Ardleigh and Little Bromley, Bradfield, Wrabness and Wix, Brightlingsea, Great and Little Oakley, Great Bentley, Harwich East, Harwick East Central, Harwich West, Harwich West Central, Lawford, Manningtree, Mistley, Little Bentley and Tendring, Ramsey and Parkeston e Thorrington, Frating, Elmstead and Great Bromley e i ward del Borough di Colchester di Dedham and Langham, East Donyland, Fordham and Stour, Great Tey, Pyefleet, West Bergholt and Eight Ash Green, West Mersea, Wivenhoe Cross e Wivenhoe Quay.
Dal 2024 il collegio è costituito dai ward della città di Colchester di Lexden and Braiswick (distretti elettorali EJ, ET e EU); Mersea and Pyefleet; Old Heath and The Hythe; Rural North e Wivenhoe, e dai ward del distretto di Tendring di Alresford and Elmstead; Ardleigh and Little Bromley; Brightlingsea; Dovercourt All Saints; Dovercourt Bay; Dovercourt Tollgate; Dovercourt Vines and Parkeston; Harwich & Kingsway; Lawford, Manningtree and Mistley e Stour Valley.

## Membri del parlamento
| Elezione | Elezione | Deputato       | Partito      |
| -------- | -------- | -------------- | ------------ |
|          | 2010     | Bernard Jenkin | Conservatore |

## Elezioni

### Elezioni negli anni 2020
| Partito                    | Partito                                   | Candidato                  | Risultati 4 luglio 2024 | Risultati 4 luglio 2024 |
| Partito                    | Partito                                   | Candidato                  | Voti                    | %                       |
| -------------------------- | ----------------------------------------- | -------------------------- | ----------------------- | ----------------------- |
|                            | Conservatore                              | Bernard Jenkin             | 16 522                  | 34,39                   |
|                            | Laburista                                 | Alex Diner                 | 15 360                  | 31,97                   |
|                            | Reform UK                                 | Mark Cole                  | 9 806                   | 20,41                   |
|                            | Lib Dem                                   | Natalie Sommers            | 3 561                   | 7,41                    |
|                            | Verdi                                     | Andrew Canessa             | 2 794                   | 5,82                    |
|                            |                                           |                            |                         |                         |
| Iscritti                   | Iscritti                                  | Iscritti                   | 76 579                  | 100,00                  |
| ↳ Votanti (% su iscritti)  | ↳ Votanti (% su iscritti)                 | ↳ Votanti (% su iscritti)  | 48 043                  | 62,74                   |
| ↳ Astenuti (% su iscritti) | ↳ Astenuti (% su iscritti)                | ↳ Astenuti (% su iscritti) | 28 536                  | 37,26                   |
|                            |                                           |                            |                         |                         |
|                            | Esito: collegio confermato a Conservatore |                            |                         |                         |

### Elezioni negli anni 2010
| Partito                    | Partito                                   | Candidato                  | Risultati 12 dicembre 2019 | Risultati 12 dicembre 2019 |
| Partito                    | Partito                                   | Candidato                  | Voti                       | %                          |
| -------------------------- | ----------------------------------------- | -------------------------- | -------------------------- | -------------------------- |
|                            | Conservatore                              | Bernard Jenkin             | 31 830                     | 61,26                      |
|                            | Laburista                                 | Stephen Rice               | 11 648                     | 22,42                      |
|                            | Lib Dem                                   | Mike Beckett               | 5 866                      | 11,29                      |
|                            | Verdi                                     | Peter Banks                | 1 945                      | 3,74                       |
|                            | Indipendente                              | Richard Browning-Smith     | 411                        | 0,79                       |
|                            | Indipendente                              | Tony Francis               | 263                        | 0,51                       |
|                            |                                           |                            |                            |                            |
| Iscritti                   | Iscritti                                  | Iscritti                   | 74 153                     | 100,00                     |
| ↳ Votanti (% su iscritti)  | ↳ Votanti (% su iscritti)                 | ↳ Votanti (% su iscritti)  | 51 963                     | 70,08                      |
| ↳ Astenuti (% su iscritti) | ↳ Astenuti (% su iscritti)                | ↳ Astenuti (% su iscritti) | 22 190                     | 29,92                      |
|                            |                                           |                            |                            |                            |
|                            | Esito: collegio confermato a Conservatore |                            |                            |                            |

| Partito                    | Partito                                   | Candidato                  | Risultati 8 giugno 2017 | Risultati 8 giugno 2017 |
| Partito                    | Partito                                   | Candidato                  | Voti                    | %                       |
| -------------------------- | ----------------------------------------- | -------------------------- | ----------------------- | ----------------------- |
|                            | Conservatore                              | Bernard Jenkin             | 29 921                  | 58,51                   |
|                            | Laburista                                 | Rosalind Scott             | 15 565                  | 30,44                   |
|                            | Lib Dem                                   | Dominic Graham             | 2 787                   | 5,45                    |
|                            | UKIP                                      | Aaron Hammond              | 1 685                   | 3,29                    |
|                            | Verdi                                     | Blake Roberts              | 1 042                   | 2,04                    |
|                            | Popoli Cristiani                          | Stephen Todd               | 141                     | 0,28                    |
|                            |                                           |                            |                         |                         |
| Iscritti                   | Iscritti                                  | Iscritti                   | 71 326                  | 100,00                  |
| ↳ Votanti (% su iscritti)  | ↳ Votanti (% su iscritti)                 | ↳ Votanti (% su iscritti)  | 51 141                  | 71,70                   |
| ↳ Astenuti (% su iscritti) | ↳ Astenuti (% su iscritti)                | ↳ Astenuti (% su iscritti) | 20 185                  | 28,30                   |
|                            |                                           |                            |                         |                         |
|                            | Esito: collegio confermato a Conservatore |                            |                         |                         |

| Partito                    | Partito                                   | Candidato                  | Risultati 7 maggio 2015 | Risultati 7 maggio 2015 |
| Partito                    | Partito                                   | Candidato                  | Voti                    | %                       |
| -------------------------- | ----------------------------------------- | -------------------------- | ----------------------- | ----------------------- |
|                            | Conservatore                              | Bernard Jenkin             | 24 722                  | 51,04                   |
|                            | Laburista                                 | Edward Browne              | 9 548                   | 19,71                   |
|                            | UKIP                                      | Mark Hughes                | 8 464                   | 17,48                   |
|                            | Lib Dem                                   | Dominic Graham             | 3 576                   | 7,38                    |
|                            | Verdi                                     | Christopher Flossman       | 2 122                   | 4,38                    |
|                            |                                           |                            |                         |                         |
| Iscritti                   | Iscritti                                  | Iscritti                   | 69 287                  | 100,00                  |
| ↳ Votanti (% su iscritti)  | ↳ Votanti (% su iscritti)                 | ↳ Votanti (% su iscritti)  | 48 432                  | 69,90                   |
| ↳ Astenuti (% su iscritti) | ↳ Astenuti (% su iscritti)                | ↳ Astenuti (% su iscritti) | 20 855                  | 30,10                   |
|                            |                                           |                            |                         |                         |
|                            | Esito: collegio confermato a Conservatore |                            |                         |                         |

| Partito                    | Partito                                         | Candidato                  | Risultati 6 maggio 2010 | Risultati 6 maggio 2010 |
| Partito                    | Partito                                         | Candidato                  | Voti                    | %                       |
| -------------------------- | ----------------------------------------------- | -------------------------- | ----------------------- | ----------------------- |
|                            | Conservatore                                    | Bernard Jenkin             | 23 001                  | 46,90                   |
|                            | Lib Dem                                         | James Raven                | 11 554                  | 23,56                   |
|                            | Laburista                                       | Darren Barrenger           | 9 774                   | 19,93                   |
|                            | UKIP                                            | Simon Anselmi              | 2 572                   | 5,24                    |
|                            | BNP                                             | Stephen Robey              | 1 065                   | 2,17                    |
|                            | Verdi                                           | Chris Fox                  | 909                     | 1,85                    |
|                            | Indipendente                                    | Peter Bates                | 170                     | 0,35                    |
|                            |                                                 |                            |                         |                         |
| Iscritti                   | Iscritti                                        | Iscritti                   | 70 707                  | 100,00                  |
| ↳ Votanti (% su iscritti)  | ↳ Votanti (% su iscritti)                       | ↳ Votanti (% su iscritti)  | 49 045                  | 69,36                   |
| ↳ Astenuti (% su iscritti) | ↳ Astenuti (% su iscritti)                      | ↳ Astenuti (% su iscritti) | 21 662                  | 30,64                   |
|                            |                                                 |                            |                         |                         |
|                            | Esito: collegio a Conservatore (nuovo collegio) |                            |                         |                         |

## Risultati dei referendum

### Referendum sulla permanenza del Regno Unito nell'Unione europea del 2016
|             | Collegio                | Lasciare UE % | Rimanere in UE % |
| ----------- | ----------------------- | ------------- | ---------------- |
|             | Harwich and North Essex | 61,0%         | 39,0%            |
| Inghilterra | 53,3%                   | 46,7%         |                  |
| Regno Unito | 51,9%                   | 48,1%         |                  |